# Венглевиці (Верушовський повіт)
Венглевиці (пол. Węglewice) — село в Польщі, у гміні Галевіце Верушовського повіту Лодзинського воєводства.
Населення — 484 особи (2011).
У 1975-1998 роках село належало до Каліського воєводства.

## Демографія
Демографічна структура станом на 31 березня 2011 року:
|          | Загалом | Допрацездатний вік | Працездатний вік | Постпрацездатний вік |
| -------- | ------- | ------------------ | ---------------- | -------------------- |
| Чоловіки | 248     | 46                 | 175              | 27                   |
| Жінки    | 236     | 42                 | 137              | 57                   |
| Разом    | 484     | 88                 | 312              | 84                   |